# Китайська Вугільна інженерно-технологічна корпорація
Китайська Вугільна інженерно-технологічна корпорація (CCTEG) є центральним науково-технічним підприємством, яке перебуває під безпосереднім
керівництвом комітету Держради з контролю і управління державним майном. До складу корпорації CCTEG входять 19 дочірніх підприємств і високотехнологічна біржова компанія -Тянь Ді, а також 46 другорозрядних підприємств, які знаходяться в м Пекіні, м Шанхаї
і інших 10 містах. У корпорації CCTEG працює більше 30 000 співробітників, з них
10000 кваліфікованих фахівців, 2900 є
інженерами вищого класу, інші професіонали, в загальній
складності близько 1700 чол. (В тому числі інженери і фахівці з
будівництва і безпеки і т. д.)
Станом на 31 грудня 2011 року загальний актив Корпорації 27 мільярдів 700 млн.
юанів, ділової дохід за 2011 рік 30 мільярдів юанів, загальна сума на
нові підписані в 2011 році контракти 41 мільярдів юанів,
сумарний прибуток 3 мільярди 400 млн. юанів.
У комерційній галузі: Вугільні шахти і збагачувальні фабрики, газифікація і зрідження вугілля, електростанції, чиста енергія, транспорт, будівництво і
комунальне господарство, сфера обслуговування, розробка та
виготовлення обладнання, будівельна галузь.
Корпорація CCTEG
обслуговує 80% шахт і 98% кар'єрів і заводів
по збагаченню вугілля в КНР.
Крім Китаю, корпорація CCTEG здійснює
інженерні проекти і в інших країнах, таких як в
Туреччина, В'єтнам, Індонезія, Росія, Пакистан,
Нігерія, Австралія, Республіка Корея, Монголія.
Окремі об'єкти: 
- Найбільша шахта в світі - Шенхуа Буертай (20 млн.т \ рік).
- Найбільший кар'єр в світі - Шенхуа Хейдайгоу (30 млн.т\ рік)
- Найбільша збагачувальна фабрика в світі - Пиншо Аньцзялінь (40 млн.т\ рік)

Китайська Вугільна інженерно-технологічна корпорація - розробник і продуцент водовугільного палива.
| Прапор КНР | Це незавершена стаття про КНР. Ви можете допомогти проєкту, виправивши або дописавши її. |